# Pionosyllis stylifera
Pionosyllis stylifera är en ringmaskart som beskrevs av Ehlers 1912. Pionosyllis stylifera ingår i släktet Pionosyllis och familjen Syllidae.
Artens utbredningsområde är havet kring Nya Zeeland. Inga underarter finns listade i Catalogue of Life.